# دوري أبطال الكونكاكاف 2018
دوري أبطال الكونكاكاف 2018 هو الموسم 53 من  دوري أبطال الكونكاكاف. أقيم خلال الفترة 20 فبراير 2018 وحتى 25 أبريل 2018، والذي يشرف على تنظيمه كونكاكاف، وكان عدد الأندية المشاركة فيه  16، وفاز فيه نادي غوادالاخارا.

## نتائج الموسم
| المركز | فريق             | لعب | ف | ت | خ | له | عليه | ف.أ | نقاط | ملاحظة |
| ------ | ---------------- | --- | - | - | - | -- | ---- | --- | ---- | ------ |
|        | نادي غوادالاخارا |     |   |   |   |    |      |     |      |        |